# Słoneczne miasto
Słoneczne miasto (cz. Sluneční stát) – słowacko-czeski komediodramat z 2005 roku w reżyserii Martina Šulíka.

## Fabuła
Robotnicy Karel, Vinco, Tomasz oraz Milan stracili pracę. Karel ma na utrzymaniu żonę i cztery córki. Tomasz – żonę i dwoje dzieci. Milan sam wychowuje syna. Jedynie Vinco jest samotny. Jednakże przyjaciele się nie poddają. Zbierają pieniądze i kupują starą ciężarówkę, próbując rozkręcić własny biznes.

## Obsada
- Oldřich Navrátil jako Karel
- Ivan Martinka jako Tomasz
- Lubo Kostelný Vinco
- Igor Bareš jako Milan
- Anna Cónová jako Tereza
- Petra Špalková jako Marta
- Anna Šišková jako Vilma
- Jan Vondráček jako Vilo
- Csongor Kassai jako Emil

i inni

## Produkcja
Akcja filmu według pierwotnej wersji scenariusza miała rozgrywać się w Bratysławie. Jednakże, z przyczyn niedoborów finansowych, zdjęcia nakręcono ostatecznie w czeskiej Ostrawie.